# David Williston
David A. Williston (1868–1962) foi o primeiro arquiteto paisagista afro-americano com formação profissional nos Estados Unidos. Ele projetou muitos campi para faculdades e universidades historicamente negras, incluindo a Universidade Tuskegee. Ele também lecionou horticultura e arquitetura paisagística.

## Início da vida e educação
Williston nasceu em 1868 em Fayetteville, Carolina do Norte, e foi o segundo de treze filhos. Ele se formou na escola normal da Universidade Howard em 1895, e depois se matriculou na Universidade Cornell para estudar agricultura sob a orientação de Liberty Hyde Bailey. Em Cornell, ele escreveu sua tese de conclusão de curso sobre drenagem atmosférica. Williston foi o primeiro afro-americano a se formar na Universidade Cornell com um diploma em agricultura (B.S. 1898), e um dos primeiros afro-americanos a se formar em Cornell em qualquer disciplina. Mais tarde, ele concluiu cursos de engenharia municipal na International Correspondence School, na Pensilvânia.

## Carreira
Williston lecionou em várias faculdades historicamente negras, começando na Universidade da Carolina do Norte em Greensboro [en] em 1898.
Em 1902, ele se juntou ao corpo docente do instituto Tuskegee como professor de horticultura, onde lecionou intermitentemente por 27 anos. Em Tuskegee, ele também atuou como superintendente de edifícios e terrenos entre 1910 e 1929, onde projetou o plano diretor do campus e várias instalações de Tuskegee. Ele foi o arquiteto paisagista da escola de treinamento do 99º esquadrão de caça, onde os Tuskegee Airmen estavam baseados.
Ele foi um amigo de longa data de George Washington Carver, que também lecionou em Tuskegee. A casa de Booker T. Washington, The Oaks, foi construída por estudantes como parte do currículo de Tuskegee, e Williston orientou os estudantes no projeto paisagístico da casa.

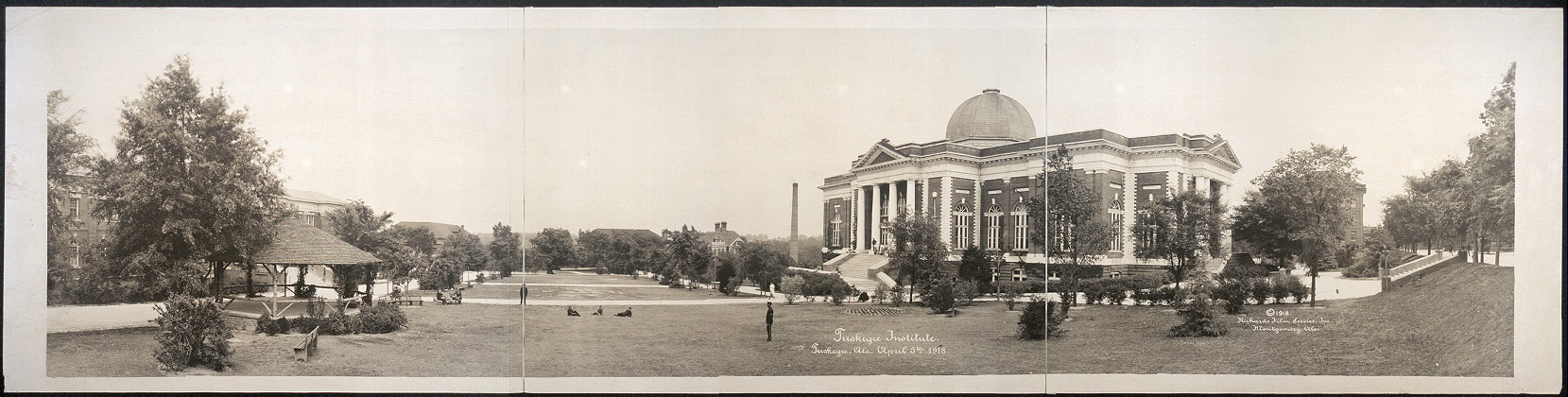
Panorama do campus do Instituto Tuskegee (1918)

## Carreira posterior
Em 1930, Williston mudou-se para Washington D.C., onde abriu um escritório de arquitetura paisagística, que se acredita ser o primeiro escritório de arquitetura paisagística de propriedade de um afro-americano nos Estados Unidos. Williston continuou a lecionar e a praticar arquitetura paisagística, e planejou os campi de dezenas de faculdades historicamente negras. Seus clientes incluíam a Universidade Fisk, a Tennessee Agricultural and Industrial, a Universidade Clark, a Universidade Estadual de Alcorn, o Lane College, o Philander Smith College e a Universidade Howard, onde trabalhou com Albert Cassell [en]. Ele também concluiu o projeto paisagístico para os Langston Terrace Dwellings [en] entre 1935 e 1938.
Williston continuou seu relacionamento com Tuskegee; ele prestou consultoria ao Instituto entre 1929 e 1948, e introduziu um novo plano paisagístico para o campus em 1948.
Williston continuou trabalhando até os seus 90 anos e morreu em 1962, aos 94 anos.